# Гефитиниб
Гефитиниб (лат. Gefitinib) (ZD1839) — онкологический лекарственный препарат, применяемый в терапии рака лёгкого. Препарат был разработан компанией AstraZeneca и распространяется под торговым названием Иресса. По механизму действия является EGFR-ингибитором, препятствует прохождению сигнала от EGFR вниз по каскаду.

## Механизм действия
Гефитиниб является ингибитором первого поколения киназного домена белка EGFR. Этот белок играет важную роль и является первым звеном MAPK- и JNK-сигнальных каскадов отвечающих за ингибирование апоптоза и пролиферацию. В норме EGFR активируется через взаимодействие с эпидермальным фактором роста и последующей димеризацией.  Мутации в киназном домене EGFR (L858R, ex19del) трансформируют киназный домен в перманентно активный, не нуждающийся в факторе роста для активации. Это, в свою очередь, приводит к неконтролируемой клеточной пролиферации.
Гефитиниб конкурирует с натуральным лигандом АТФ за АТФ-связывающий сайт киназного домена, препятствуя фосфорилированию белка RAS ниже по каскаду.

## Применение
Впервые препарат был зарегистрирован в Японии в 2002 году.
Изначально в США гефитиниб применялся для пациентов с метастазирующим или местнораспространенным немелкоклеточным раком легких, если терапия препаратами платины и доцетакселом не дала результатов. Препарат был отозван в 2005 году из-за недоказанности того что он увеличивает выживаемость пациентов.
В 2015 году FDA одобрило использование гефитиниба в качестве препарата первой линии терапии для пациентов с метастазирующим немелкоклеточным раком легких в котором опухоли содержат мутации EGFR: L858R или ex19del. Наличие мутаций должно быть подтверждено тестом, одобренным FDA.
В Европе препарат был зарегистрирован в 2009 году для пациентов с метастазирующим или местнораспространенным немелкоклеточным раком легких в котором опухоли содержат мутации EGFR.
В России оригинальный препарат зарегистрирован в 2009 году для пациентов с метастазирующим или местнораспространенным немелкоклеточным раком легких в котором опухоли содержат мутации EGFR. Регистрационный номер - П N016075/01. Препарат входит в перечень ЖНВЛП.

## Клинические исследования
Эффективность и безопасность гефитиниба в качестве первой линии терапии для пациентов с метастазирующим немелкоклеточным раком легких, содержащим мутации в EGFR (L858R или ex19del), были продемонстрированы в многоцентровом клиническом исследовании. 106 ранее не пролеченных пациентов с метастазирующим немелкоклеточным раком получали 250 мг гефитиниба ежедневно. Главными метриками эффективности исследования были ORR и DOR. В результате 74 из 106 пациентов ответили на терапию (ORR=69.8%, доверительный интервал 95% 60.5–77.7%). Продолжительность ответа (DOR) - 8.3 месяца, медианное значение progression-free survival - 9.7 месяца (95% CI 8.5–11.0), медианное значение overall survaval - 19.2 месяца.

## Фармакокинетика
|                   | Здоровые добровольцы | Пациенты |
| ----------------- | -------------------- | -------- |
| Cmax, нг/мл       | 85                   | 159      |
| tmax, часов       | 5.0                  | 3        |
| t1/2, часов       | 39.7.                | 50.5     |
| Биодоступность, % | 57                   | 59       |

90 % гефитиниба связывается с белками плазмы крови, сывороточным альбумином и α1-гликопротеином, в тестах in vitro. Препарат подвержен значительному печеночному метаболизму, главным образом через CYP3A4.

## Побочные эффекты
Данные о побочных эффектах приводятся на основании клинического исследования ISEL (Iressa Survival Evaluation in Lung Cancer):
| Побочный эффект        | Число пациентов    | Число пациентов       | Число пациентов   | Число пациентов       |
| Побочный эффект        | Гефитиниб (n=1126) | Гефитиниб (n=1126)    | Плацебо (n=562)   | Плацебо (n=562)       |
| Побочный эффект        | Всего наблюдалось  | 3 и 4 степень тяжести | Всего наблюдалось | 3 и 4 степень тяжести |
| Сыпь                   | 413                | 18                    | 56                | 1                     |
| Диарея                 | 309                | 31                    | 52                | 5                     |
| Тошнота                | 190                | 9                     | 90                | 2                     |
| Анорексия              | 193                | 26                    | 77                | 11                    |
| Рвота                  | 152                | 13                    | 56                | 2                     |
| Сухая кожа             | 128                | 0                     | 20                | 0                     |
| Запор                  | 108                | 13                    | 71                | 10                    |
| Зуд                    | 93                 | 4                     | 27                | 1                     |
| Лихорадка              | 79                 | 7                     | 27                | 2                     |
| Усталость              | 141                | 36                    | 71                | 15                    |
| Кашель                 | 75                 | 2                     | 45                | 4                     |
| Одышка                 | 75                 | 35                    | 44                | 21                    |
| Стоматит               | 68                 | 3                     | 22                | 1                     |
| Кровохарканье          | 59                 | 5                     | 24                | 2                     |
| Пневмония              | 44                 | 30                    | 30                | 15                    |
| Боль в области опухоли | 39                 | 7                     | 36                | 3                     |
| Отеки конечностей      | 39                 | 1                     | 33                | 5                     |
| Паронихия              | 35                 | 1                     | 0                 | 0                     |

## Возникновение резистентности
Возникновение мутаций в белке EGFR у пациентов принимающих гефитиниб приводит к резистентности. Самой распространенной мутацией является замена аминокислоты в 790 положении EGFR с треонина на метионин T790M. Гипотетический механизм резистентности состоит в увеличении афинности АТФ и смещения равновесия в сторону связывания с АТФ нежели с гефитинибом.

## Форма выпуска
Таблетки, покрытые пленочной оболочкой, 250 мг.